# Castle Bromwich
Pour les articles homonymes, voir Bromwich.
Castle Bromwich est un village et une paroisse civile du District métropolitain de Solihull dans les Midlands de l'Ouest en Angleterre.
Sa population était de 11 857 habitants en 2001, et de 11 217 habitants en 2011, et est estimée à 12,309 habitants en 2017.